# شام آخر (فیلم ۱۳۵۵)
شام آخر فیلمی به کارگردانی و نویسندگی شهیار قنبری سال ۱۳۵۵ خورشیدی است. شام آخر به تهیه کنندگی علی عباسی در «سازمان سینمایی پیام» ساخته شد و توسط شرکت حسامفیلم پخش شد. 
شام آخر اولین تجربه نویسندگی و کارگردانی شهیار قنبری بوده است.

## خلاصه داستان
عصمت از شوهرش مرتضی طلاق گرفته و قصد دارد با علی به شهر دیگری برود. مرتضی با اصرار زن را نگه می دارد و علی را در خانه ی خود پناه می دهد. سالم، كه صاحب دكان سمساری مرتضی است، او را سرزنش می كند و برای او مأمور می آورد. مدتی بعد مرتضی از رفتار عصمت و علی به تنگ می آید، و در لحظه ای كه تصمیم دارد رگ دستش را با قمه قطع كند زن غریبه ای به نام خورشید سر می رسد و از مرتضی می خواهد كه وسایل منزلش را بخرد تا او، كه شوهرش فوت كرده، از شهر برود. مرتضی به خورشید كمك می كند و به تدریج جای خالی عصمت را با او پر می كند. علی با عصمت بنای ناسازگاری می گذارد و عصمت از مرتضی می خواهد كه در دكان سمساری دست او را بند كند. مدتی بعد علی تصمیم می گیرد عصمت را ترك كند، و مرتضی با خورشید قرار می گذارند كه به شهر دیگری بروند. مرتضی دكانش را به سالم واگذار می كند. اما خورشید او را ترك می كند و همراه علی از شهر می رود. مرتضی قداره اش را بر می دارد و دیوانه وار به در و دیوار خانه می كوبد.

## بازیگران
اسامی بازیگران فیلم شام آخر به شکل* و ترتیب نمایش در عنوان‌بندی آغازین فیلم :
| شماره | بازیگران                      | نقش         | گویندگان        | توضیحات      |
| ----- | ----------------------------- | ----------- | --------------- | ------------ |
| ۱     | پرویز فنی‌زاده                 | آقا مرتضی   | منوچهر اسماعیلی |              |
| ۲     | نوری کسرایی                   | خورشید      |                 |              |
| ۳     | ایرن [زازیانس]                | عصمت        |                 |              |
| ۴     | بهروز به‌نژاد                  | علی         |                 | (با هنرمندی) |
| ۵     | داریوش ایران‌نژاد              |             |                 | (با معرفی)   |
| ۶     | اسفندیار ماوندادی             | برادر مرتضی |                 |              |
| ۷     | محمدعلی کشاورز                | سالم        |                 | و ...        |
| ۸     | بهمن پرویزی                   |             |                 | **           |
| ۹     | جمشید الوندی                  |             |                 | **           |
| ۱۰    | شهیار قنبری                   |             |                 | **           |
| ۱۱    | غلام ژاپنی (علامحسین میرزایی) |             |                 | **           |
| ۱۲    | کاظم صادقیان                  |             |                 | **           |

* اسامی داخل کروشه در عنوان بندی و یا پوستر درج نشده‌اند، به معنی که این بازیگران در زمان خود به این نامها شهرت داشته‌اند
** این اسامی در عنوان‌بندی نیامده‌اند و یا در نسخه‌های موجود حذف شده‌اند.

## نمایش فیلم
فیلم شام آخر برای بار نخست در تاریخ چهارشنبه ۲ تیر سال ۱۳۵۵ خورشیدی تنها در سینما کاپری تهران نمایش داده شد . این فیلم جایگزین فیلم سرایدار (خسرو هریتاش) در سینما کاپری شد.
فیلم شام آخر پس از ۴ هفته نمایش، در تاریخ ۳۰ تیر ۱۳۵۵ جای خود را به یک فیلم ایتالیایی با نام آقای هرکول (به انگلیسی: Mr. Hercules Against Karate) داد .
فیلم شام آخر بعد از این، دوباره از تاریخ سه‌شنبه ۱۹ مرداد ۱۳۵۵ به نمایش درآمد و پس از ۷ روز نمایش در تاریخ سه‌شنبه ۲۶ مرداد ۱۳۵۵  جای خود را به  فیلم برهنه تا ظهر (خسرو هریتاش) داد .

## عوامل فیلم[۱][۲]
- کارگردان: شهیار قنبری
- دستیار کارگردان: یدالله صمدی
- دستیار کارگردان: خسرو هادیان

گروه تهیه و تولید
- تهیه كننده: علی عباسی
- مدیر تولید: علی اكبر مزینانی
- مدیر تولید: منصور مزینانی

تدوین و امور فنی: مهدی رجاییان
گروه فیلمبرداری
- مدیر فیلمبرداری: جمشید الوندی
- دستیار فیلمبردار: سعید دلیری
- عكاس: رضا مهاجر

گروه صدا
- صدابردار و افکت: فرامرز رسولی
- سرپرست گویندگان: منوچهر اسماعیلی

چاپ و لابراتوار: خسرو مرادی
تهیه شده در استودیو ایران‌فیلم

## موسیقی
- موزیک متن و ترانه: واروژان
- خواننده: ستار
- شعر: شهیار قنبری

ستار خواننده‌ی ترانه شام آخر در گفت‌وگویی با هفته‌نامه‌ی «زن روز» در تاریخ ۲۷ دی‌ماه ۱۳۵۴ درخصوص جدیدترین ترانه‌هایش این‌گونه می‌گوید:
دو ترانه هم برای فیلم خوانده‌ام: «زخم» با آهنگ زُلاند و شعر اردلان سرفراز و «شام آخر» برای فیلمی که شهیار قنبری به همین نام ساخته و شعرش از خود او و آهنگش از واروژان است . 
«شام آخر» دومین و آخرین ترانه‌ای است که ستار از واروژان می‌خواند و نخستین همکاری آن‌ها ترانه‌ی «قمار زندگی» با کلام محمد علی شیرازی است که در سال ۱۳۵۴ بر روی فیلم «هیچکی بابا نمی‌شه» شنیده می‌شود.

## تولید فیلم
- تصویربرداری: از اواخر اسفند ۱۳۵۳ در قزوین آغاز شد و در میانه‌ی اردیبهشت ۱۳۵۴ به پایان رسید[۱۲].

- صدابرداری: اوایل مرداد ۱۳۵۴، هفته‌نامه‌ی ستاره‌سینما شماره ۹۱۲ (۹۷) در تاریخ ۲۸ تیر ۱۳۵۴ صفحه ۶ در این مورد می‌نویسید:

این هفته صدابرداری اولین کار شهیار قنبری موسوم به «شام آخر» که محصولی است از سازمان سینمایی پیام، زیر نظر ایرج ناظریان در استودیو ایران‌فیلم انجام خواهد شد. (که البته نام سرپرست گویندگان به اشتباه درج شده است.)
- پایان تولید فیلم: اواخر سال ۱۳۵۴ [۱۲]. شهیار قنبری در گفت‌وگویی با روزنامه‌ی کیهان در تاریخ ۹ بهمن ۱۳۵۴ این‌گونه می گوید:مدتی است درگیر اولین تجربه‌ی سینمایی‌ام هستم و سخت به این کار مشغول ، چون کارهای فنی‌اش تمام نیست و برای یک ماه دیگر روی اکران می‌آید. این فیلم در شهر قزوین فیلم‌برداری شده است.